# 石井順治
石井 順治（いしい じゅんじ、1943年 - ）は、日本の教育者。学校の外部助言者・「東海国語教育を学ぶ会」顧問も勤める。三重県内の小学校で国語教育を専門として研鑽に努め、自身の教育実践と受け持った子どもたちの姿を元にした著書を刊行。2003年、学校長を退職し、その後は「東海国語教育を学ぶ会」や「学校づくり授業づくりセミナー」で授業づくりに関するアドバイスをしながら、全国各地の学校からの依頼に応え、訪問し授業を見て授業の共同研究をおこない、誰一人取り残さない教室の実現のために尽力している。
斎藤喜博の個人雑誌「開く」にも記事を載せていた氷上正に師事し、授業づくりを学ぶ。一時、合唱をつくりあげることに注力し数年かけて追求するも、要求水準の高さから教師の満足感とは裏腹に子どもの心が離れてしまう経験をする。その後、子ども中心の教室づくり授業づくりを研究実践するに至る。子どもから学ぶこと、子どもをみることが教師の役割にあり、子どもが学ぶこと、学び合うことが生じる教室を目指し、立場が教員から指導主事や校長、外部助言者になっても、仲間とともに学び続けている。
都留文科大学の鶴田清司は、「『開かれた心』でテキストの呼びかけを「聴く」こと」を前提とした「〈解釈〉による対話的・協同的な授業」の例として、石井の授業を採り上げており、その発表要旨の副題に「石井順治の授業における」とつけたように、当時、反省的実践家としての教師を代表する一人であった。
また小学校での授業や子どもの様子、教師の気持ちについて言及した著書は、複数の著作において引用されるなど国語や文学に限らず引用されている。くわえて、著書に示された生き生きとして子どもの記述とそれに対する考察がエピソード記述という研究手法によって到達できる域にあることが指摘されるなど、現代に至るまで教師や教育研究者により支持されている。
『学校教育・実践ライブラリ』 （Vol.1～12）では連載「学び手を育てる対話力」を手がける。2021年11月、瑞宝双光章受賞。当会国語教育を学ぶ会ウェブサイトにて、「学びのたより」を随時連載中。
近著（2023）では、「授業者として22年、指導主事・学校管理職等として14年、各地の学校を訪れ授業支援を行う外部助言者として20年。」と紹介されている。

## 著者
1. 『叢書児童文学第1巻 ことば・詩・子ども』谷川俊太郎責任編集 世界思想社 1979 「「あめ」（山田今次）の授業—現場から」82−90
2. 『学級づくりと国語科授業の改善 小学校高学年』明治図書出版 1986
3. 『子どもとともに読む授業: 教師主導型からの脱皮』 (シリーズ授業 1) 佐藤学解説 国土社 1988
4. 『シリーズ授業〈1〜10，別巻〉』稲垣忠彦、河合隼雄、竹内敏晴、佐伯胖、野村庄吾、佐藤学、前島正俊、牛山栄世、石井順治共編著 岩波書店 1991- 1993
5. 『子どもが自ら読み味わう文学の授業』 (授業への挑戦 127) 明治図書出版 1995
6. 『教師が壁をこえるとき: ベテラン教師からのアドバイス』 (シリーズ子どもと教育 教育をふかめる) 牛島栄世、前島正俊共著 岩波書店 1996
7. 『授業づくりをささえる・指導主事として校長として』評論社 1999
8. 『授業づくりをささえる: 指導主事として校長として』 (評論社の教育選書 30) 評論社 1999
9. 『特色ある学校をつくる』新学習指導要領学校・授業づくり実践シリーズ1 宮原修編著 ぎょうせい 2000
10. 『授業をつくる・校長として』自費出版 2001
11. 『学校づくりと総合学習―校長の記録』子どもたちと創る総合学習3、稲垣忠彦編 大瀬敏昭他共著 評論社 2001
12. 『聴き合う つなぐ 学び合う』自費出版 2003、新版（追記あり） 2005
13. 『続・聴き合う つなぐ 学び合う』自費出版 2004
14. 『「学び合う学び」が生まれるとき』世織書房 2004
15. 『ことばの教育と学力』 (未来への学力と日本の教育 4) 秋田喜代美共著 明石書店 2005
16. 『ことばを味わい読みをひらく授業』明石書店 2006
17. 『続々 聴き合う つなぐ 学び合う』自費出版 2007
18. 『学びの素顔 物語で描く「学び合う学び」』世織書房 2009
19. 『教師の話し方・聴き方―ことばが届く、つながりが生まれる』ぎょうせい 2010
20. 『「学び合う学び」が深まると』世織書房 2012
21. 『続・教師の話し方・聴き方―学びの深まりのために』ぎょうせい 2014
22. 『授業づくりで 子どもが伸びる、教師が育つ、学校が変わる―「授業づくり・学校づくりセミナー」における「協同的学び」の実践』編著 小畑公志郎、佐藤雅彰共著 明石書店 2017
23. 『「対話的学び」をつくる―聴き合い学び合う授業』ぎょうせい 2019
24. 『続・「対話的学び」をつくる―聴き合いとICTの往還が生む豊かな授業』ぎょうせい 2021
25. 『子どもの読みがつくる文学の授業――コロナ禍をこえる「学び合う学び」』明石書店 2021
26. 『「学び合う学び」を生きる ―“まなざし”と“内省的実践”がつくる授業』ぎょうせい 2023